# Tuổi mụ

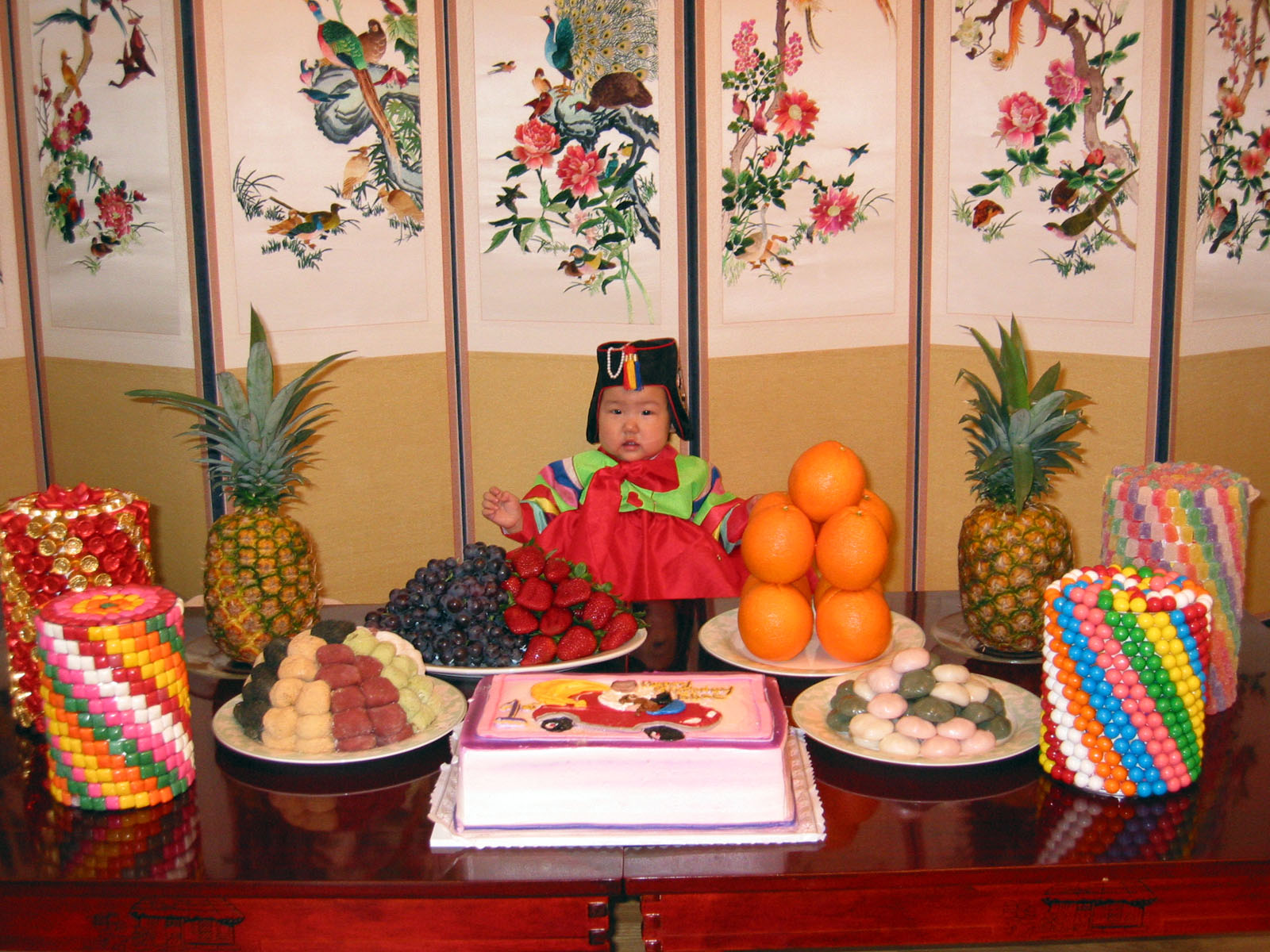
Dol là cách tổ chức sinh nhật truyền thống của trẻ một tuổi ở Hàn Quốc

Tuổi Mụ (còn gọi là Tuổi âm hay Tuổi ta) xuất phát từ nền văn hóa Trung Quốc và có ảnh hưởng tới nền văn hóa của một số nước khác như Việt Nam, Nhật Bản, Hàn Quốc, Triều Tiên.